# Jean-Pierre Gesson
Jean-Pierre Gesson est un universitaire français, chercheur en chimie organique et médicinale et ancien président de l'université de Poitiers, né le 11 mai 1947 à Saint-Yrieix-sur-Charente.

## Carrière universitaire
Après des études en mathématiques et en physique-chimie à l'université de Poitiers où il obtient un doctorat d'état en chimie organique en 1975, Jean-Pierre Gesson a occupé plusieurs fonctions au sein de cette même université :
- Assistant délégué, maître-assistant puis maître de conférences à l'IUT de Poitiers (entre 1970 et 1985)
- Professeur des universités au sein de l'UFR sciences fondamentales et appliquées (entre 1986 et 1999)
- Vice-président chargé des relations extérieures (entre 1999 et 2003)
- Membre nommé au Conseil national des universités (entre 2000 et 2003)
- Président de l'université de Poitiers (élu le 1er décembre 2003[3] et réélu en mai 2008)

Il a par ailleurs été chargé de mission « chimie » au Ministère de la recherche (entre 1998 et 2003) et élu en 2008 (puis réélu en décembre 2010) au poste de Président de la commission des relations internationales et européennes de la Conférence des présidents d'université.
Depuis le début de sa carrière universitaire, Jean-Pierre Gesson a écrit une centaine de publications scientifiques et a déposé une vingtaine de brevets dans le domaine de la chimie organique et médicinale.

## Distinctions
- Officier de l'ordre des Palmes académiques
- Chevalier de la Légion d'honneur